# Monnaie kanak
Dans les cultures kanak, une monnaie est un objet précieux utilisé dans le cadre de cérémonies où il est donné ou échangé. Le principe s'apparente à celui de la kula de Nouvelle-Guinée.

## Histoire
Un exemple célèbre de cérémonie utilisant les monnaies est celle du cycle de jade dès le XVIIIe siècle, où des monnaies en jade sont échangées.
Des Européens du bagne ont fabriqué de la fausse monnaie kanak, facilement détectable pour des Kanak.
Il a aussi existé de la monnaie noire, miu bwarre, parfois à base d'épine dorsale de lézard, parfois à base de vertèbres de poissons.
Une monnaie noire aurait joué un rôle lors du déclenchement de la révolte kanak de 1917 (Maurice Leenhardt).[réf. nécessaire]

## Valeur
Dans un mythe de la tradition pije relaté par Timothée Daahma-le-we, la monnaie kanak (nommée thawe en pije) trouve son origine dans la pêche : elle aurait été prise au fond de l'océan chez un cachalot avant d'être partagée sur l'île.
Le Socle Commun reconnaît la monnaie kanak (andhi, biéé...) comme « valeur déterminante dans toutes les coutumes faits sur la grande terre, portant et cristallisant la parole délivrée à chaque type de cérémonie » . Mais les pratiques coutumières actuelles montrent que la monnaie kanak a (par endroits) perdu sa valeur, et qu'il est difficile d'en trouver de vraie[réf. souhaitée].
Selon Alban Bensa, la valeur spirituelle de la monnaie kanak tient au fait qu'elle représente la relation des gens entre eux ainsi qu'avec la terre et la mer. Selon Patrice Godin,les objets précieux sont aussi intimement liés à la personne qui les donne, car celle-ci offre également ses paroles et, d'un point de vue spirituel, son corps lui-même.

## Variétés
De nombreux autres objets sont utilisés en plus des monnaies, qui se distinguent parce qu'elles ne servent que dans le cadre des cérémonies: nattes, sculptures, vêtements, tabac, allumettes, ignames et taros d’eau, bananes, canne à sucre, viandes crues
de gibiers marins ou terrestres, nourritures achetées en magasin. Aujourd'hui, les pièces et les billets de franc Pacifique sont aussi utilisées dans les cérémonies. Dans ce cadre, la valeur spirituelle accordée à cet argent éclipse sa valeur marchande,.
On trouve également,,,,, :
- coquillages, thewe[16],[14] ;
- jupes de fibres, jupe-monnaie, mada jahî[17],[18],[19] ;
- écheveau de poils de roussette[20] ;
- colliers de perles de jade, caawe[21] ;
- hache ostensoir, bwa waïk[22],[23].

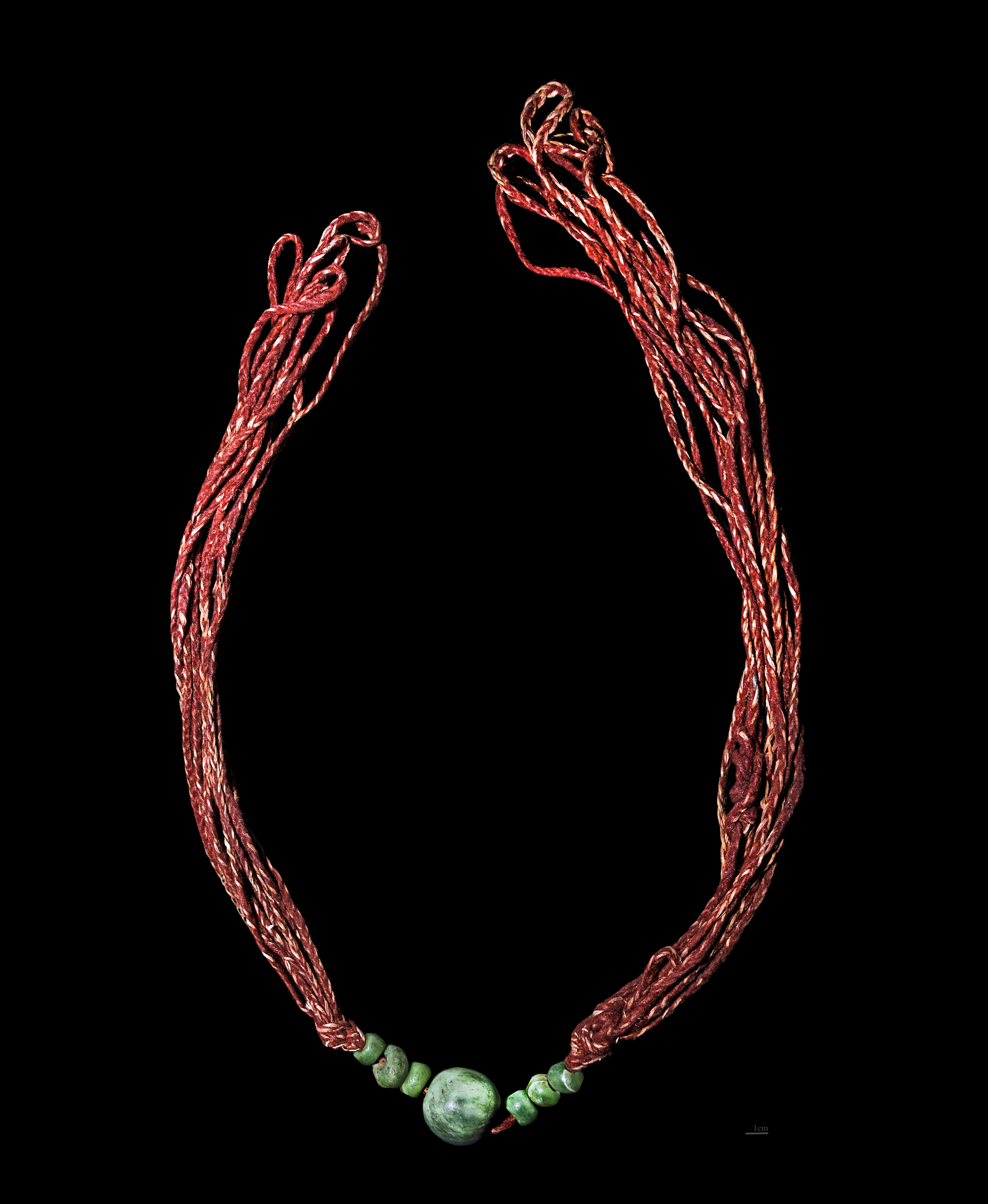
Collier en poils de roussette et jade, XIXe siècle MHNT
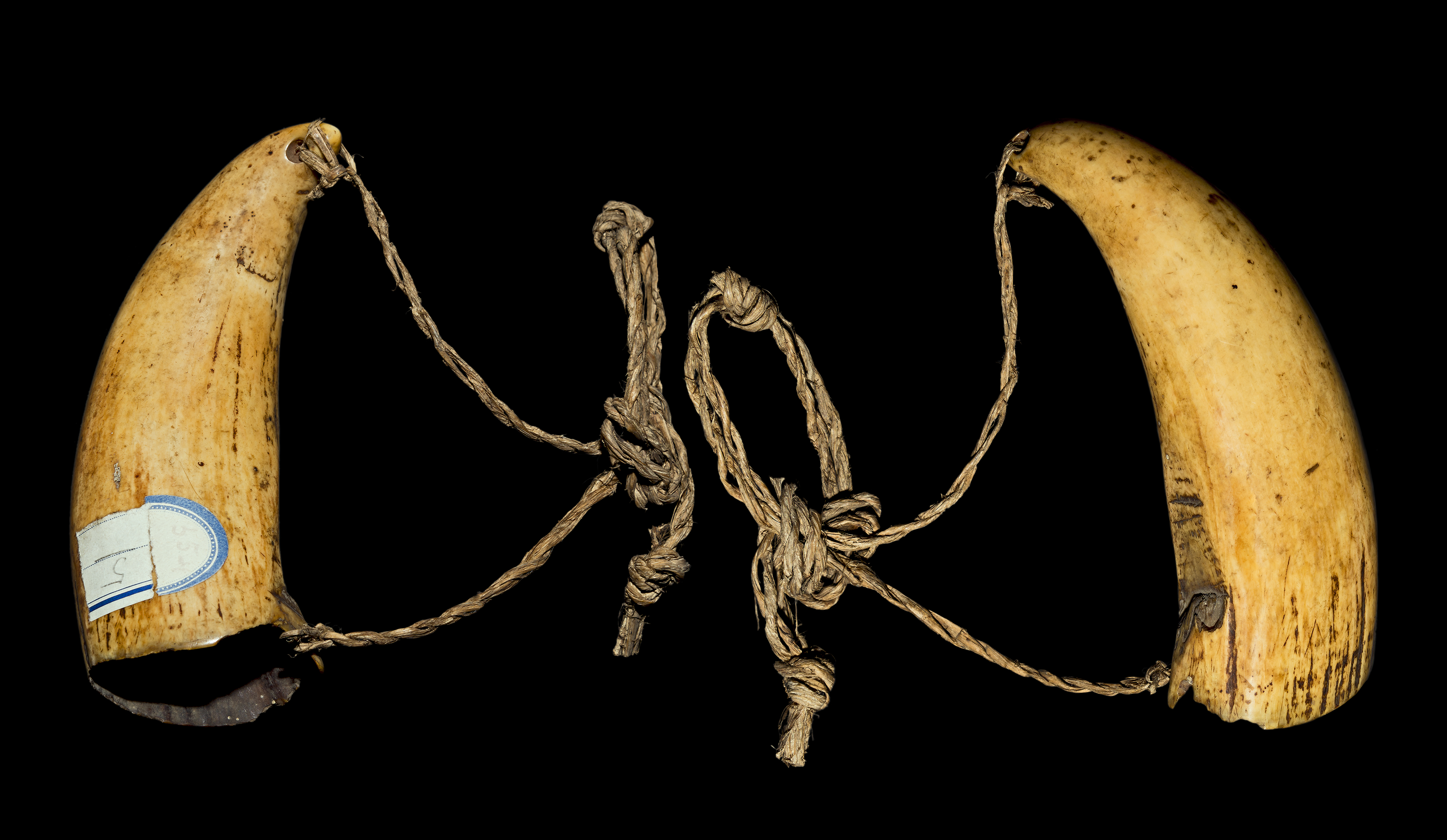
Dents de cachalot XIXe siècle MHNT
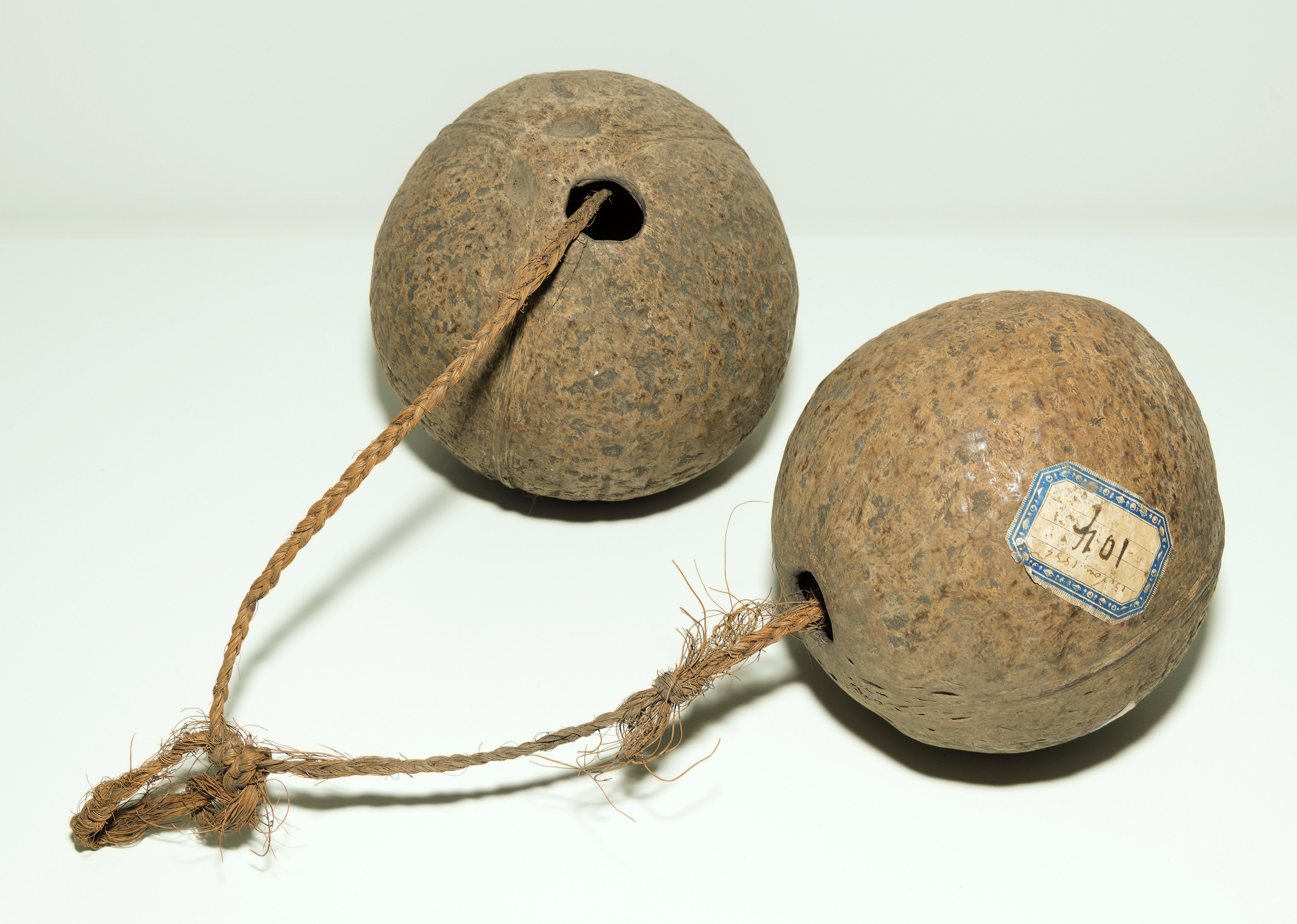
Goude double XIXe siècle MHNT
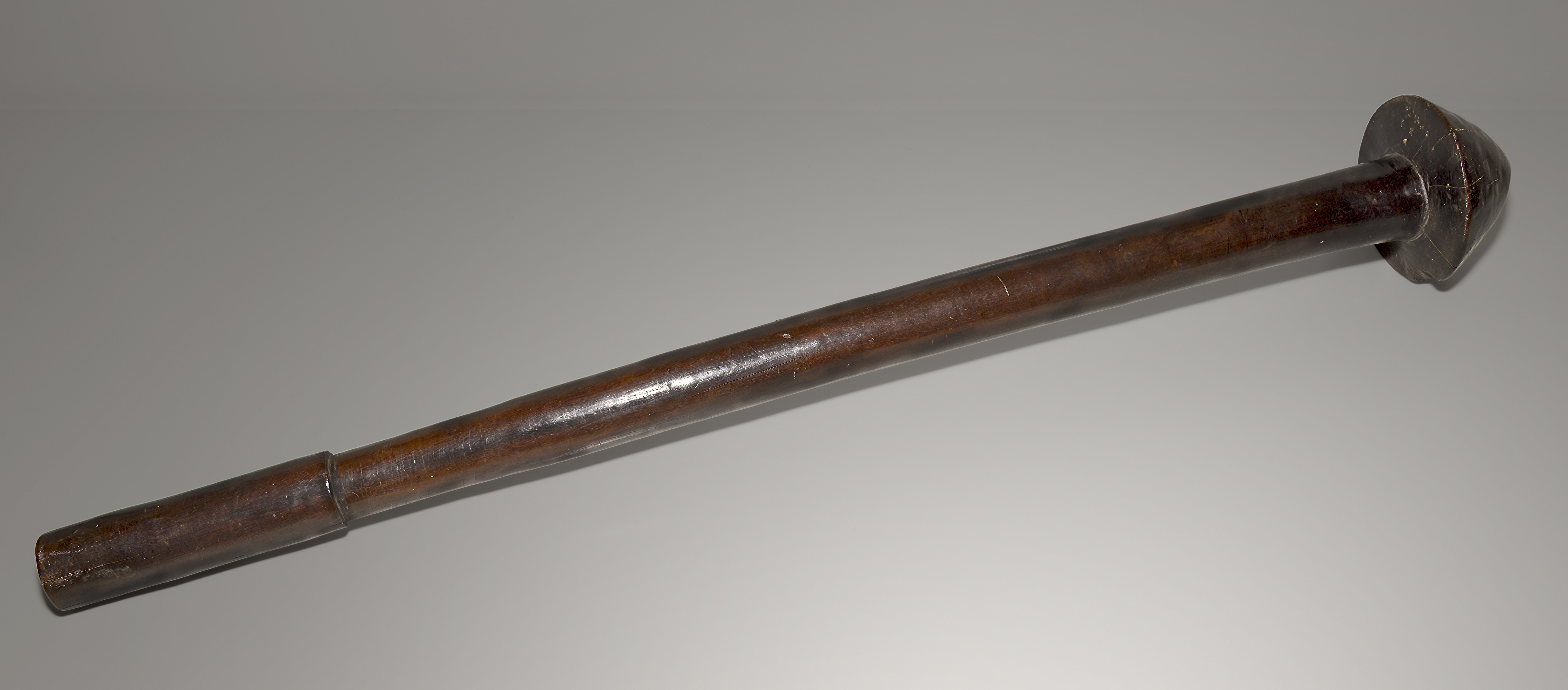
Masse d'armes XIXe siècle MHNT
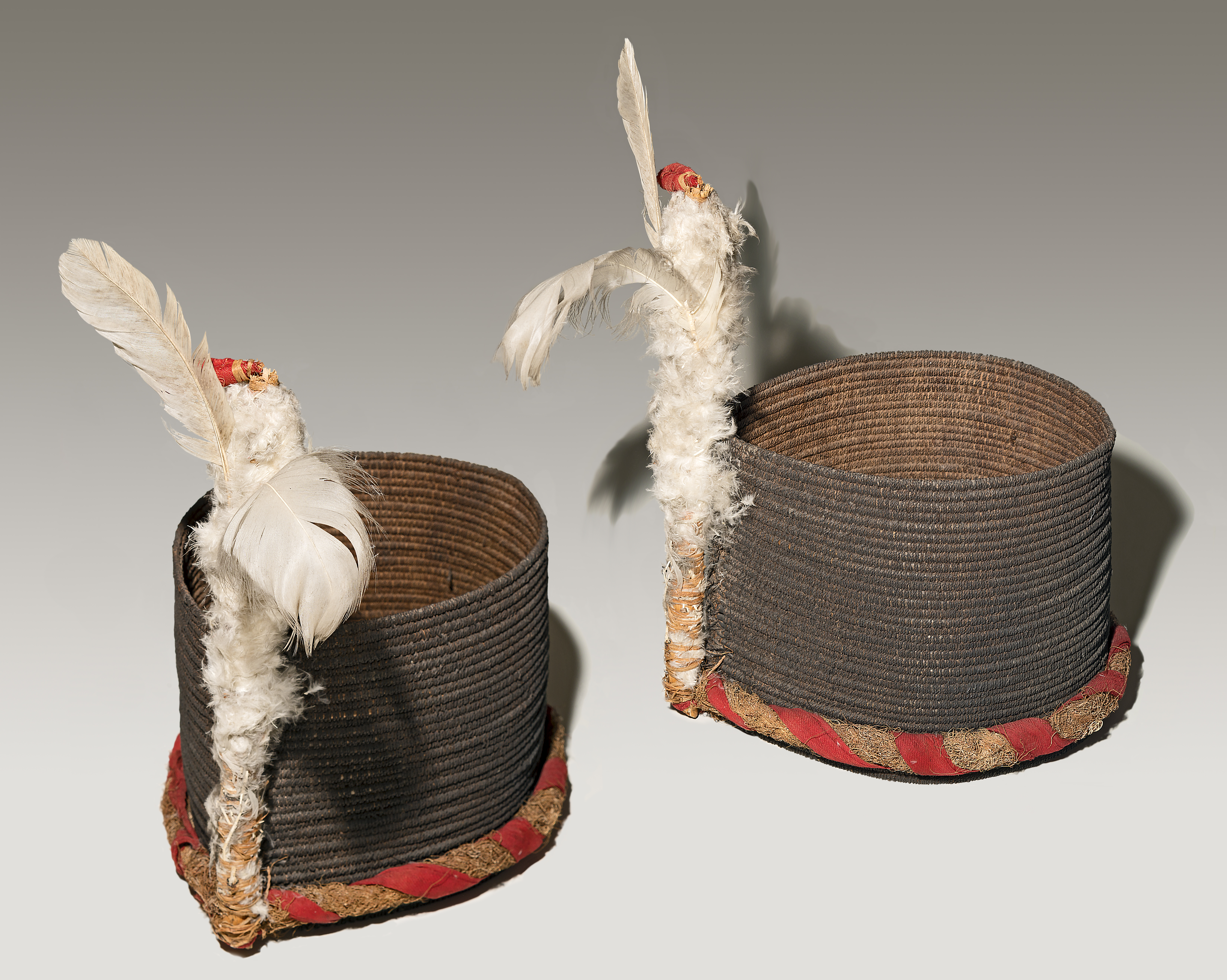
Coiffe Tidi XIXe siècle MHNT
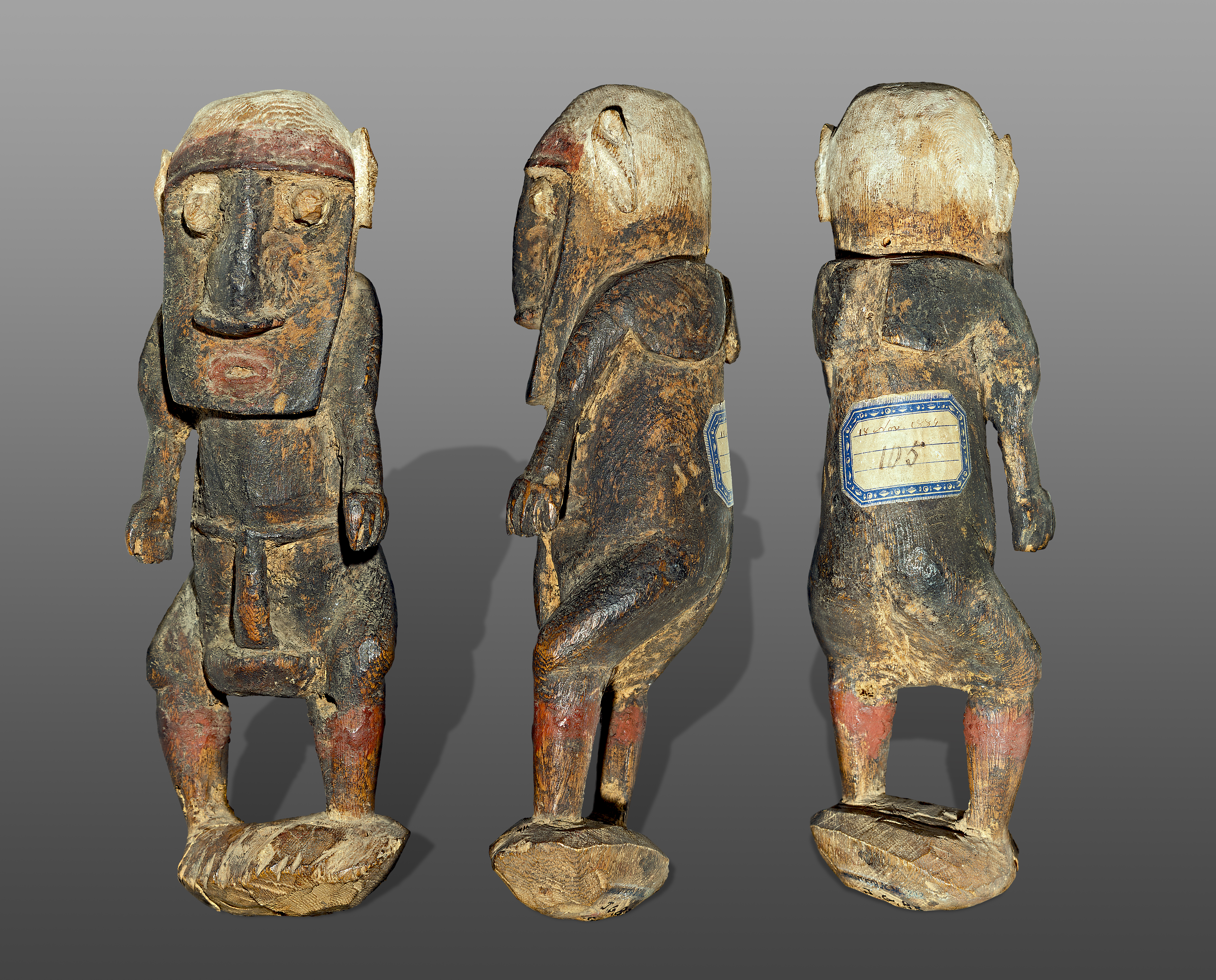
Statuette masculine XIXe siècle MHNT
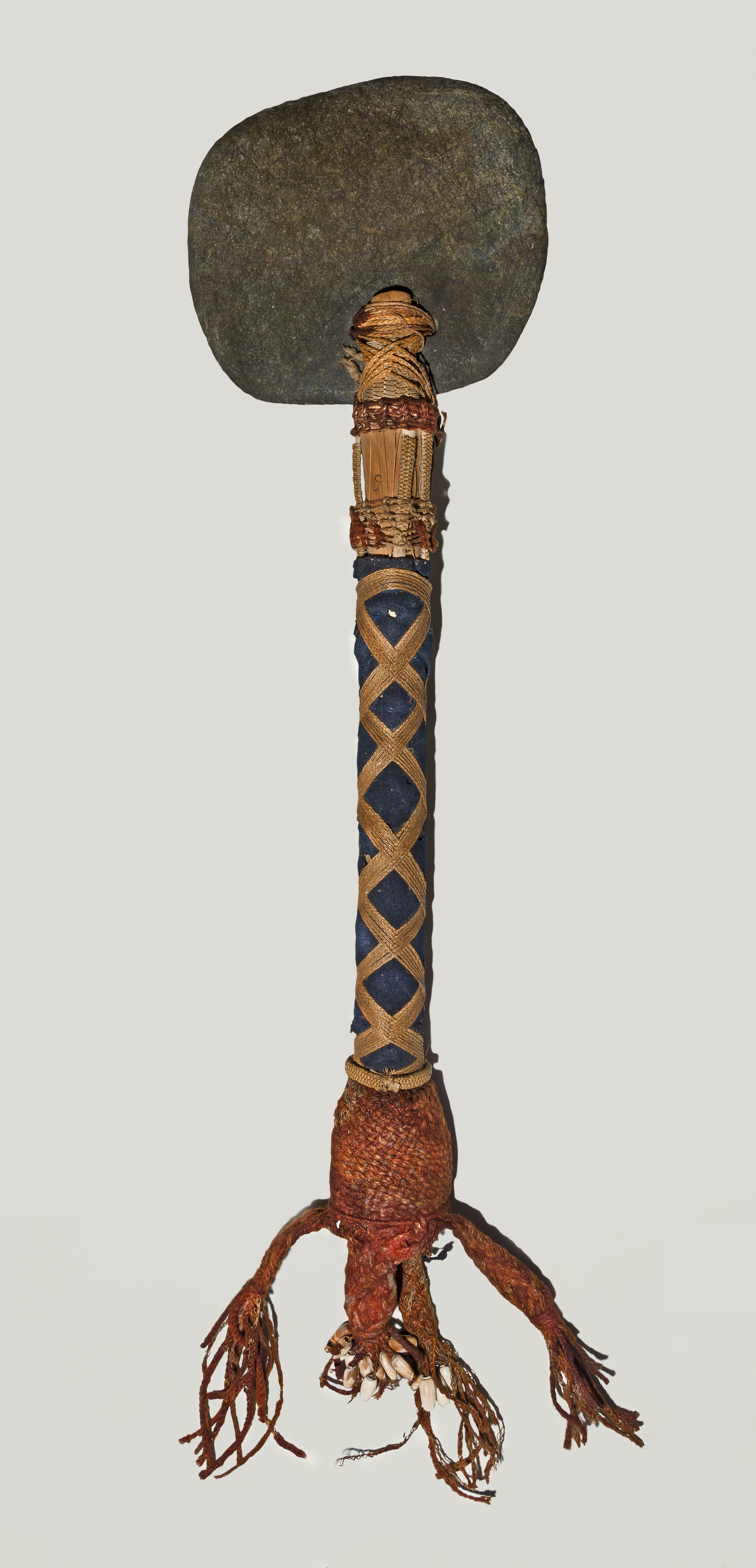
O'kono hache cérémonielle XIXe siècle MHNT
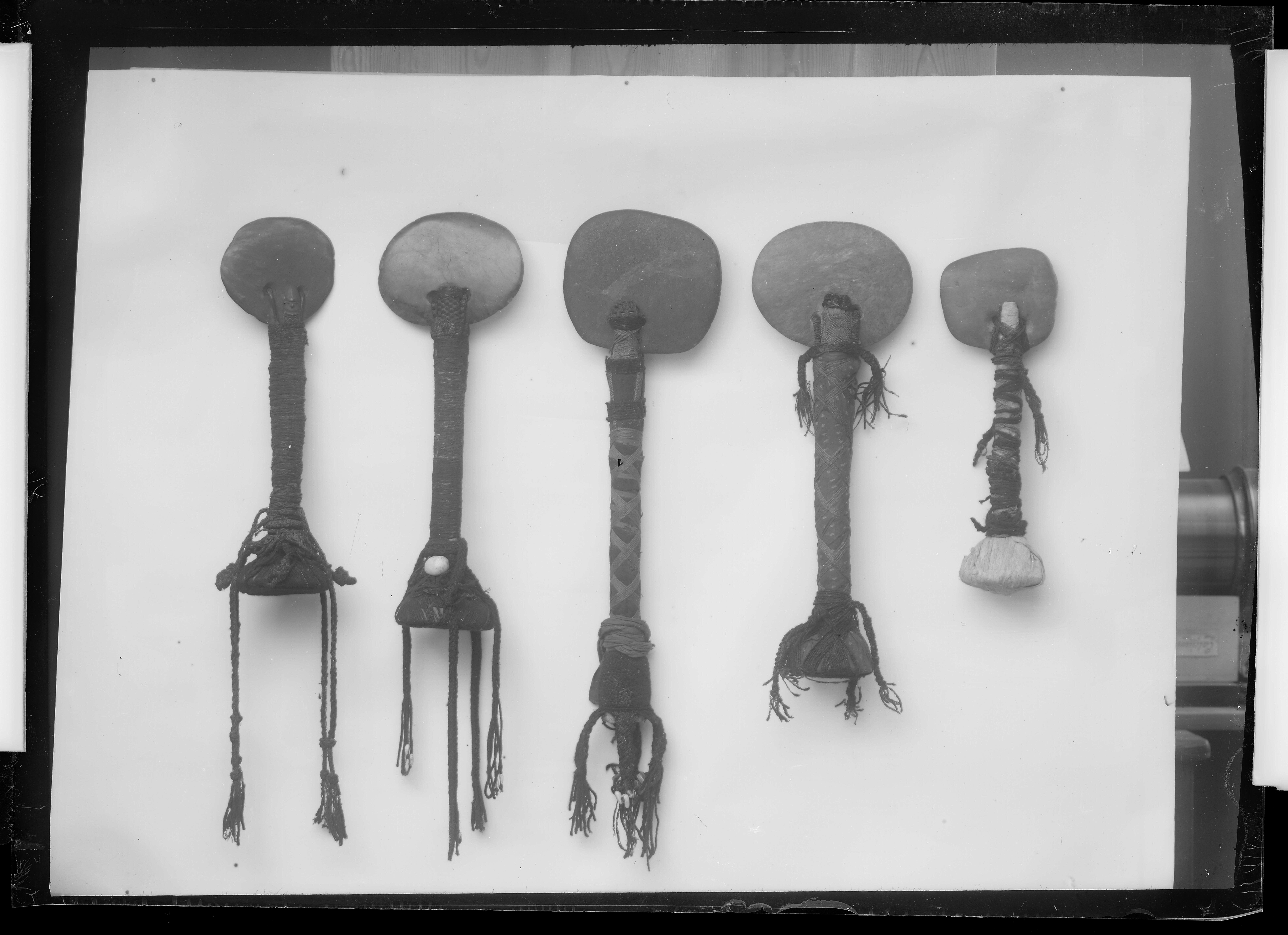
Haches cérémonielles, Eugène Trutat, conservée au Muséum de Toulouse

## Usages
La fabrication en est réservée à des spécialistes issus de clans particuliers[réf. souhaitée].
Elle est conservée dans un panier sacré, le viatique de la vie, appelé keen hyarik ou keen jila.